# Elatostema banahaense
Elatostema banahaense är en nässelväxtart som beskrevs av Charles Budd Robinson. Elatostema banahaense ingår i släktet Elatostema och familjen nässelväxter. Inga underarter finns listade i Catalogue of Life.